# Pipa (bolet)
La pipa (Ganoderma lucidum) és una espècie de fong afil·loforat de l'ordre de les poliporals (Polyporales). Pertany al grup dels bolets d'esca. Creix normalment damunt calcinals d'alzina i pot viure com a paràsit durant diversos anys, a causa de la seva estructura externa coriàcia.

## Taxonomia
Va ser descrit per primera vegada per William Curtis l'any 1781 com Boletus lucidus i afegint "Lacquered Boletus".
Petter Adolf Karsten, micòleg finlandès, va descriure l'any 1881 un gènere nou (Ganoderma) amb aquesta única espècie

## Iconografia
En la descripció de l'espècie, Curtis hi inclou una imatge

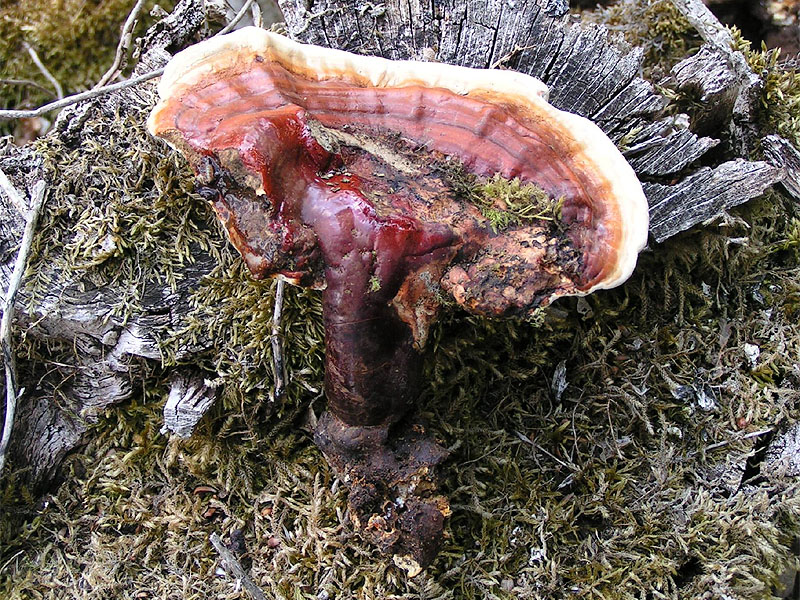
Un exemplar de pipa.

## Morfologia
Capellen forma de pipa, de fins a 15 cm de diàmetre, amb la part superior formant capes concèntriques amb una coloració marronosa rogenca 'envernissada' més o menys fosca depenent de l'edat, de manera que els exemplars més vells són totalment marronosos rogencs. Si està en creixement el marge és completament blanc.
Himeniformat per tubs llargs, blanquinosos i color canyella amb l'edat, acabant en uns porus petits i atapeïts del mateix color.
Peulateral, irregular, cilíndric, cobert, com el capell, d'una capa marronosa rogenca "envernissada".
Carnfibrosa, dura, de color beix groguenc que s'accentua amb l'edat.
Esporesovoides, berrugoses, de 10-14 x 6-8,5 micres, esporada de color terrós.

## Comestibilitat
No és un bolet comestible, ja que la seva carn és coriàcia però, a la Xina i al Japó, es comercialitza pols de pipa per a fer infusions. També és apreciada en aquests països per les seves importants i nombroses propietats medicinals, de manera que la conreen i la comercialitzen també en forma d'injectables i comprimits, amb aquesta finalitat.

## Risc de confusió amb altres espècies
La seua confusió és difícil, però es podria arribar a confondre amb espècies properes del gènere Ganoderma. Tot i això, el peu llarg de Ganoderma lucidum i gairebé absent a les altres espècies en fan molt fàcil la seua identificació.